# Monastère de Goniá
Le monastère de Goniá (en grec moderne : Μονή Οδηγητρίας Κυρίας Γωνιάς), situé près du village de Kolymvári à 25 km de La Canée au pied de la péninsule de Rodopoú, est un monastère orthodoxe dont l'origine remonte au XIIIe siècle.

## Histoire
Vers le XIIIe siècle, des moines Zélotes fondent un petit monastère sur le site du cimetière actuel, mais c'est au XVIIe siècle, entre 1618 et 1637, que le moine Vlassios, originaire d'Amassia à Chypre, fait construire le monastère là où il est aujourd'hui. Son œuvre est poursuivie par l'hiéromoine Vénédictos Tzangarolas, originaire d'une grande famille vénitienne de La Canée, convertie à la foi orthodoxe.
Les invasions ottomanes de 1645, 1652, 1822, 1841 et 1866 ont mis à mal voir détruit le monastère à plusieurs reprises, de même que l'invasion allemande en 1941, mais il a  été reconstruit ou restauré après chacun de ces épisodes.
En 1662, le patriarche œcuménique Dionysios III déclare le monastère stravropégique, c'est-à-dire dépendant directement du Patriarche.
En 1821, un hôpital destinés aux combattants blessés est créé dans l'enceinte même du monastère.
En 1887, le colonel de l'Armée grecque, Timoléon Vássos, débarque avec ses soldats au sud du monastère et prend possession « au nom du Roi des Grecs » de l'île de Crête et établit son poste de commandement à l'intérieur du monastère.

## Constitution architecturale
Au centre de la cour, du côté est, l'église dédiée à la Dormition de la Vierge (fête le 15 août) possède une nef unique et un dôme dans sa conception initiale. Ce n'est que par la suite au XIXe siècle qu'ont été rajoutés l'avant nef, le clocher et les chapelles latérales d'Ágios Nikólaos et d'Ágios Charálambos. En bas, le musée d'art religieux présente des collections d'icônes, de livres et manuscrits, de vêtements liturgiques, d'objets, vases et bijoux sacerdotaux. Le reste des bâtiments autour de la cour abrite les cellules des moines, des entrepôts et différents lieux de vie. La terrasse côté mer offre un beau point de vue et la muraille adjacente conserve les traces d'un passé agité avec un boulet incrusté dans sa paroi.

## Musée du monastère
Les collections du musée sont les suivantes :
- Collection d’icônes
- Collection de livres et de manuscrits
- Collection d’habits ecclésiastiques
- Collection de reliques.

Parmi les pièces les plus importantes du musée :
- Jésus-Christ, XVe siècle. Œuvre du peintre Andréas Rítzos (en). Icône portative.
- Vierge de miséricorde, XVe siècle. Œuvre du peintre Andréas Rítzos. Icône portative.
- Saint Nicolas, XVe siècle. Œuvre du peintre Andréas Rítzos. Icône portative.
- La Transfiguration, XVe siècle. Icône portative.
- La Crucifixion, XVIIe siècle. Œuvre de Konstantínos Paleokapás (en). Icône portative.
- Saint Nicolas, 1637. Œuvre de Konstantínos Paleokapás. Icône portative.
- Saint Nicolas, XVIIe siècle. Icône portative.
- Histoire de Joseph Nilos, 1642.
- Dormition de la Vierge et scènes de sa vie, 1728. Icône portative.
- Sainte Paraskevi et Sainte Catherine. Icône portative de l'École crétoise[3].